# Farah Pahlawi
Farah Pahlawi (pers. فرح پهلوی, z domu Farah Diba, pers. فرح دیبا, ur. 14 października 1938 w Teheranie) – trzecia żona ostatniego szacha Iranu Mohammada Rezy Pahlawiego. 26 października 1967 została przez szacha koronowana na władczynię (szachbanu) Iranu jako pierwsza i jedyna kobieta w ciągu dwu i pół tysiąca lat historii perskiej monarchii. Szach podkreślił w ten sposób wagę dążeń do emancypacji irańskich kobiet.
W czasie swoich rządów u boku męża odpowiedzialna była za sprawy związane z pielęgnowaniem irańskiej kultury, dążeniem do równouprawnienia kobiet w Iranie, ochroną środowiska, opieką zdrowotną i rozwojem krajowej małej przedsiębiorczości. Dużo podróżowała po kraju, żeby lepiej poznać swój naród. Po obaleniu szacha przez ajatollaha Chomeiniego w 1979 wraz z mężem opuściła Iran. Obecnie zajmuje się pracą dla UNESCO oraz działalnością charytatywną.
W Iranie jest symbolem kobiet walczących o prawa obywatelskie. Napisała autobiografię wydaną w Polsce w tłumaczeniu Marty Eloy Cichockiej pod tytułem: Wspomnienia. Z miłości do mojego króla.
Uniwersytet Warszawski przyznał jej 25 sierpnia 1977 tytuł doktora honoris causa w dziedzinie historii sztuki.
Na wniosek dzieci została w 1978 roku Kawalerem Orderu Uśmiechu.

## Odznaczenia
- 1959 – Order Plejad (Iran)
- 1960 – Order Serafinów (Szwecja)
- 1962 – Order Słonia (Dania)[5]
- 1963 – Krzyż Wielki Orderu Lwa Niderlandzkiego (Holandia)
- 1963 – Krzyż Wielki Orderu Legii Honorowej (Francja)
- 1964 – Krzyż Wielki Orderu Królowej Saby (Etiopia)
- 1964 – Wielka Wstęga Orderu Leopolda z łańcuchem (Belgia)
- 1965 – Krzyż Wielki Orderu św. Olafa (Norwegia)
- 1965 – Wielka Wstęga Orderu Niepodległości (Tunezja)
- 1965 – Wielki Łańcuch Orderu Krzyża Południa (Brazylia)
- 1965 – Łańcuch Orderu Wyzwoliciela San Martina (Argentyna)
- 1966 – Krzyż Wielki Orderu Odrodzenia Polski[6]
- 1966 – Order Gwiazdy Jugosłowiańskiej I klasy
- 1966 – Wielka Złota Odznaka Honorowa na Wstędze za Zasługi dla Republiki Austrii
- 1967 – Stopień Specjalny Krzyża Wielkiego Orderu Zasługi Republiki Federalnej Niemiec
- 1967 – Order Arjamehr (Iran)[7]
- 1968 – Wielka Wstęga Orderu Skarbu Korony (Japonia)
- 1968 – Order Korony Królestwa (Malezja)
- 1968 – Order Domowy Chakri (Tajlandia)
- 1974 – Łańcuch Orderu Zasługi Republiki Włoskiej
- 1975 – Krzyż Wielki Orderu Izabeli Katolickiej (Hiszpania)
- Order Uśmiechu